# Francesc Hernández Sanz
Francesc Hernández Sanz (Maó, 1863 - Maó, març de 1949) fou un home polifacètic, destaca com historiador, arqueòleg, dibuixant i arxiver. Realitzà una gran labor docent, d'investigació, i de conservació i protecció del patrimoni menorquí.
Professionalment exerceix de professor de dibuix, de conservador del Museu Municipal i de cronista-arxiver, i desenvolupa una gran feina d'investigació històrica, que combina a la perfecció amb la de dibuixant. A més, participa i promou empreses socials i culturals, entre les quals destaquen la direcció de la Revista de Menorca i la labor consular dels Països Baixos.
Per les diferents tasques que realitza, és objecte de múltiples distincions i nomenaments. Amb motiu del 50è aniversari del seu decés, el 1999 es declarà Any Hernández Sanz i s'organitzà un ampli programa d'activitats en la seva memòria.